# Pterichis boliviana
Pterichis boliviana är en orkidéart som beskrevs av Rudolf Schlechter. Pterichis boliviana ingår i släktet Pterichis och familjen orkidéer. Inga underarter finns listade i Catalogue of Life.